# Október 23.
Október 23. az év 296. (szökőévben 297.) napja a Gergely-naptár szerint. Az évből még 69 nap van hátra.
Névnapok: Gyöngyi + Gyöngyike, Gyöngyvér, Ignác, János, Kapisztrán, Katapán, Koppány, Odett, Odetta, Odil, Odília, Stefánia, Stefi, Szeverin, Szeverina, Szörénd, Szörény, Zaránd, Záred, Zerénd, Zerind

## Események
- 787 – Befejeződik a II. nikaiai zsinat (VII. ökumenikus zsinat), amelyet Eiréné bizánci császárnő hívott össze, hogy véget vessen a képrombolásnak.
- 1309 – Megkezdődik a londoni templomosok pere. (A lincolni és a yorki – külön kezelt – eljárások kezdete a következő év március-áprilisig húzódik.)[1]
- 1613 – A kolozsvári országgyűlés erdélyi fejedelemmé választja Bethlen Gábort.[2]
- 1641 – A katolikus írek lázadásának első napja. A felkelés során 1642 tavaszáig több ezer új angol és skót telepest gyilkolnak meg.
- 1686 – Szeged felszabadul a török uralom alól.
- 1860 – Pest lakossága tüntet az októberi diploma ellen.
- 1873 – Megnyitják a Károlyváros–Fiume-vasútvonalat, mellyel közvetlen vasúti összeköttetés létesül Budapesttől Fiuméig.
- 1894 – Budapesten megnyílik a New York kávéház.
- 1915 – New Yorkban 25 000 nő tüntet a nők szavazati jogáért.
- 1918 – Megalakul a Nemzeti Tanács, a Károlyi-párt, a Polgári Radikális Párt és a Szociáldemokrata Párt képviselőinek javaslatára.
- 1921 – IV. Károly magyar király második, szintén eredménytelen visszatérési kísérlete, a budaörsi csata.
- 1925 – Törvényt hoznak az Országos Közegészségügyi Intézet felállításáról.
- 1930 – Először adják át a Corvin-láncot és Corvin-koszorút.
- 1932 – Karel Čapek cseh író a brünni Lidové noviny hasábjain ismételten helyteleníti azt a gyakorlatot, hogy Szlovákiába 1919 óta tilos a magyarországi könyvek bevitele.
- 1933 – Törvény születik a gazdatartozások fizetésének szabályozásáról, célja az eladósodott paraszti birtokok tömeges elárverezésének megakadályozása.
- 1933 – A Gömbös-kormány rendeletet hoz a kisbirtokosok védelmére.
- 1940 – Adolf Hitler és Francisco Franco találkozója a dél-franciaországi Hendaye-ban.
- 1942 – A második el-alameini csata kezdőnapja: fordulat a második világháború észak-afrikai hadszínterén.
- 1943 – A Vörös Hadsereg átlépi a Dnyepert.
- 1945 – Az FKgP nagyválasztmánya elutasítja Vorosilov tábornok azon tervét, hogy a novemberi országgyűlési választásokon minden párt egy közös listán induljon.
- 1947 – Kivégzik Donáth Györgyöt, a „köztársaság elleni összeesküvés” koncepciós perének fővádlottját.
- 1954 – Hatályba lépnek a Bonn-párizsi szerződések, amelyek értelmében a Német Szövetségi Köztársaság és Olaszország csatlakozik a Nyugat-európai Unióhoz, az NSZK belép a NATO-ba.
- 1954 – Újjászervezik a Hazafias Népfrontot.
- 1956 – Az 1956-os forradalom kitörése.
- 1958 – Borisz Paszternak orosz író megkapja az irodalmi Nobel-díjat.
- 1962 – Szovjet kormányfelhívás a világ minden kormányához és népéhez, hogy kalózakcióként bélyegezzék meg az USA Kuba elleni blokádját.
- 1964 – A TV Maci hivatalos születésnapja Bálint Ágnes születésnapján.
- 1969 – Mohammed Sziad Barre vezérőrnagy kikiáltja a Szomáli Demokratikus Köztársaságot.
- 1970 – Először lépi túl szárazföldi jármű az 1000 km/h sebességet (Gary Gabelich Blue Flame nevű rakétahajtású autójával, a Utah állambeli Nagy Sóstó-sivatagban).
- 1975 – A frissen függetlenné vált Angolában általános mozgósítást rendelnek el a dél-afrikai haderő agressziója miatt.
- 1983 – Bejrútban egy öngyilkos merénylő teherautóbombát robbant az amerikai tengerészgyalogság (US Marines) laktanyájában. 241 katona életét veszti, 100 sérült. Az egész amerikai katonai kontingenst kivonják Libanonból.
- 1989 – A Harmadik Magyar Köztársaság kikiáltása.
- 1989 – Szűrös Mátyás lesz ideiglenesen Magyarország köztársasági elnöke.
- 1992 – Akihito japán császár megkezdi látogatását Kínában. A Japán Császárság történetében először látogat japán uralkodó Kínába.
- 1992 – Göncz Árpád köztársasági elnök nem tudja elmondani 1956-os emlékbeszédét a Parlament előtt, az ellene tüntetők miatt.
- 1995 – Bill Clinton és Borisz Jelcin találkozója a New York-i Hyde parkban, ahol megállapodnak Oroszország részvételéről a boszniai  béketeremtésben.
- 1996 – II. János Pál pápa levelében a katolikus vallással összeegyeztethetőnek írja Darwin evolúciós elméletét.
- 1999 – Giulio Andreottit Palermóban felmentik a vád alól, mely szerint ő lett volna a szicíliai maffia római protektora.
- 2001 – Mars körüli pályára áll az amerikai Mars Odyssey űrszonda.
- 2001 – Az Apple bemutatja az általa kifejlesztett, zenei számok és videók lejátszására alkalmas iPod hordozható készüléket (melyet november 10-től hoz kereskedelmi forgalomba).
- 2002 – Moszkvában 40–50 csecsen szeparatista elfoglal egy színházat, az ott tartózkodó 700 nézőt túszul ejtve.
- 2005 – A lengyelországi elnökválasztáson Lech Kaczyński győz, Donald Tuskkal szemben.
- 2006 – Az 1956-os forradalom 50. évfordulója alkalmából 56 ország delegációja képviselteti magát az állami ünnepségeken. Nemzetközi megemlékezéseket is rendeznek. Közben Budapest belvárosában nagy visszhangot kiváltó zavargások, tüntetések törnek ki.
- 2018 – A Los Angeles-i Magyar Filmfesztiválon Mészáros Márta Kossuth-díjas rendező, forgatókönyvíró életműdíjat kapott.

## Sportesemények
Formula–1
- 1966 –  mexikói nagydíj, Mexikóváros – Győztes: John Surtees  (Cooper Maserati)
- 1977 –  japán nagydíj, Fuji – Győztes: James Hunt  (McLaren Ford)
- 2016 –  amerikai nagydíj, Circuit of the Americas – Győztes: Lewis Hamilton  (Mercedes)

## Születések
- 1794 – Csuha Antal magyar katona, az 1848–49-es forradalom és szabadságharc honvéd tábornoka († 1867)
- 1817 – Pierre Larousse francia nyelvész, tanár, lexikológus, a Larousse Könyvkiadó alapítója († 1875)
- 1837 – Kaposi Mór magyar orvos, bőrgyógyász, egyetemi tanár, a Kaposi-szarkóma első leírója († 1902)
- 1852 – Hentaller Lajos politikus, publicista († 1912)
- 1869 – Zulawszky Béla olimpiai ezüstérmes vívó, honvédtiszt († 1914)
- 1871 – Gjergj Fishta albán ferences szerzetes, pedagógus, költő, az albánok epikus hőskölteménye, a Lahuta e malcís szerzője († 1940)
- 1875 – Keményfy (Hartmann) János irodalomtörténész, kritikus, az MTA tagja, jeles Petőfi-kutató († 1943)
- 1877 – Szelmár István magyarországi szlovén író († 1877)
- 1883 – Werkner Lajos magyar vívó, kétszeres olimpiai bajnok († 1943)
- 1891 – Palló Imre Kossuth-díjas magyar operaénekes, bariton († 1978)
- 1894
  - Abonyi Géza magyar színész († 1949)
  - Matusz Ruvimovics Bisznovat szovjet mérnök, repülőgép-tervező († 1977)
  - Varga Gedeon kisgazdapárti politikus, országgyűlési képviselő († 1972)
- 1903 – Madarász László magyar színész († 1969)
- 1913 – Geisler Eta hímzőnő, illegális kommunista agitátor († 1931)
- 1919 – Vámosi Nagy István zenetörténész, bölcsész, tanár, író, antropozófus († 1992)
- 1920 – Gianni Rodari olasz író, a gyermekirodalom jelentős képviselője († 1980)
- 1922 – Bálint Ágnes József Attila-díjas magyar író, szerkesztő, dramaturg († 2008)
- 1923 – Nagy Béla magyar festőművész, tanár († 2009)
- 1926 – Larry Crockett (Larry Julian Crockett) amerikai autóversenyző († 1955)
- 1927 – Leszek Kołakowski lengyel filozófus, történész, író, ellenzéki személyiség († 2009)
- 1927 – Gyarmati Dezső háromszoros olimpiai bajnok magyar vízilabdázó, a nemzet sportolója († 2013)
- 1927 – Edward Kienholz amerikai installációs művész, aki munkájával élesen kritizálta a modern élet külsőségeit († 1994)
- 1928 – Mario Alborghetti olasz autóversenyző († 1955)
- 1935 – Bősze Péter magyar színész, előadóművész († 2011)
- 1937 – Giacomo Russo (Geki) olasz autóversenyző († 1967)
- 1940 – Pármai Éva magyar rádióbemondó, műsorvezető, előadóművész
- 1940 – Pelé háromszoros világbajnok brazil labdarúgó († 2022)
- 1942 – Michael Crichton amerikai író († 2008)
- 1946 – Németh Miklós magyar gerelyhajító, olimpiai bajnok
- 1948 – Fenyő Ervin magyar színész, író, tanár, Széchenyi-kutató
- 1948 – Salamon József magyar labdarúgó
- 1951 – Fatmir Sejdiu, Koszovó elnöke
- 1954 – Ang Lee amerikai filmrendező
- 1957 – Borbiczki Ferenc Jászai Mari-díjas magyar színész
- 1957 – Charles Betty üzletember († 2007)
- 1957 – Paul Kagame Ruanda elnöke
- 1962 – Jakab Tamás Jászai Mari-díjas magyar színész
- 1966 – Alex Zanardi (Alessandro Leone Zanardi) olasz autóversenyző
- 1966 – Rudolf Teréz magyar színésznő
- 1972 – Dominika Paleta lengyel származású mexikói színésznő
- 1975 – Boti Bliss amerikai színésznő
- 1976 – Ryan Reynolds amerikai színész
- 1976 – Mátray László Jászai Mari-díjas magyar színész
- 1980 – Brózik Klára magyar színésznő
- 1983 – Hajdú Melinda magyar színésznő
- 1985 – Lóránt Péter magyar kosárlabdázó
- 1986 – Emilia Clarke angol színésznő
- 1990 – Axel Ehnström (Paradise Oskar) finn énekes, a 2011-es Eurovíziós Dalfesztivál finn versenyzője
- 1997 – Philippe Gagné ifjúsági olimpiai ezüstérmes kanadai műugró

## Halálozások
- I. e. 42 – Marcus Iunius Brutus római hadvezér (* I. e. 85)
- 1456 – Kapisztrán Szent János itáliai teológus, hitszónok, inkvizítor, a Nándorfehérvári diadal egyik hőse (* 1386)
- 1862 – Teleki Blanka grófnő, pedagógus, a magyar nőnevelés úttörője (* 1806)
- 1867 – Franz Bopp német nyelvész, (* 1791)
- 1872 – Théophile Gautier francia regényíró, költő, festőművész, műkritikus (* 1811)
- 1888 – Kemény Gábor politikus, publicista, az MTA tagja, 1878–1882-ben földművelés-, ipar- és kereskedelemügyi, 1882–1886-ban közmunka- és közlekedésügyi miniszter (* 1830)
- 1906 – Vlagyimir Vasziljevics Sztaszov orosz művészeti és zenekritikus (* 1824)
- 1921 – John Boyd Dunlop skót állatorvos, a légtömlős gumiabroncs feltalálója, (* 1840)
- 1927 – Alexander Bernát magyar filozófus, esztéta, az MTA tagja (* 1850)
- 1929 – Heim Pál magyar gyermekorvos (* 1875)
- 1944 – Charles Glover Barkla Nobel-díjas angol fizikus (* 1877)
- 1947 – Donáth György jogász-politikus, a Magyar Közösség egyik vezetője, koncepciós perben halálra ítélték és kivégezték (* 1904)
- 1972 – Kamondy László (Kamondy Tóth László) magyar író (* 1928)
- 1974 – Lengyel Menyhért magyar drámaíró (* 1880)
- 1984 – Oskar Werner osztrák színész (* 1922)
- 1991 – Július Torma magyar születésű csehszlovák olimpiai bajnok ökölvívó és edző (* 1922)
- 1999 – Hegedüs András magyar miniszterelnök (* 1922)
- 2002 – Gyarmati István fizikus, fizikokémikus, az MTA tagja (* 1929)
- 2011 – Marco Simoncelli olasz motorversenyző (* 1987)

## Nemzeti ünnepek, emléknapok, világnapok
- a Magyar Köztársaság nemzeti ünnepe – az 1956-os forradalom kitörése
- a Köztársaság napja – a Magyar köztársaság kikiáltása 1989. október 23-án
- Kémiai Mólnap